# Makio Hasuike
Makio Hasuike (Tokyo, 20 gennaio 1938) è un designer, architetto e imprenditore giapponese attivo in Italia.

## Biografia

### Formazione in Giappone
L'ambiente famigliare gioca un ruolo chiave nella sua formazione. La madre dipinge; il padre si occupa di grafica e coordina un gruppo di artisti, con una funzione simile a quella di un art director di oggi. Il gruppo è in realtà un’agenzia governativa chiamata Tohosh, incaricata di creare, coordinare e promuovere la comunicazione della cultura giapponese all’estero e suscitare in Estremo Oriente uno spirito di resistenza alle mire colonialiste occidentali. Ne fanno parte architetti, grafici e fotografi, e il loro lavoro continuerà ad avere una grande influenza nella cultura figurativa e comunicativa nel Giappone del dopoguerra.

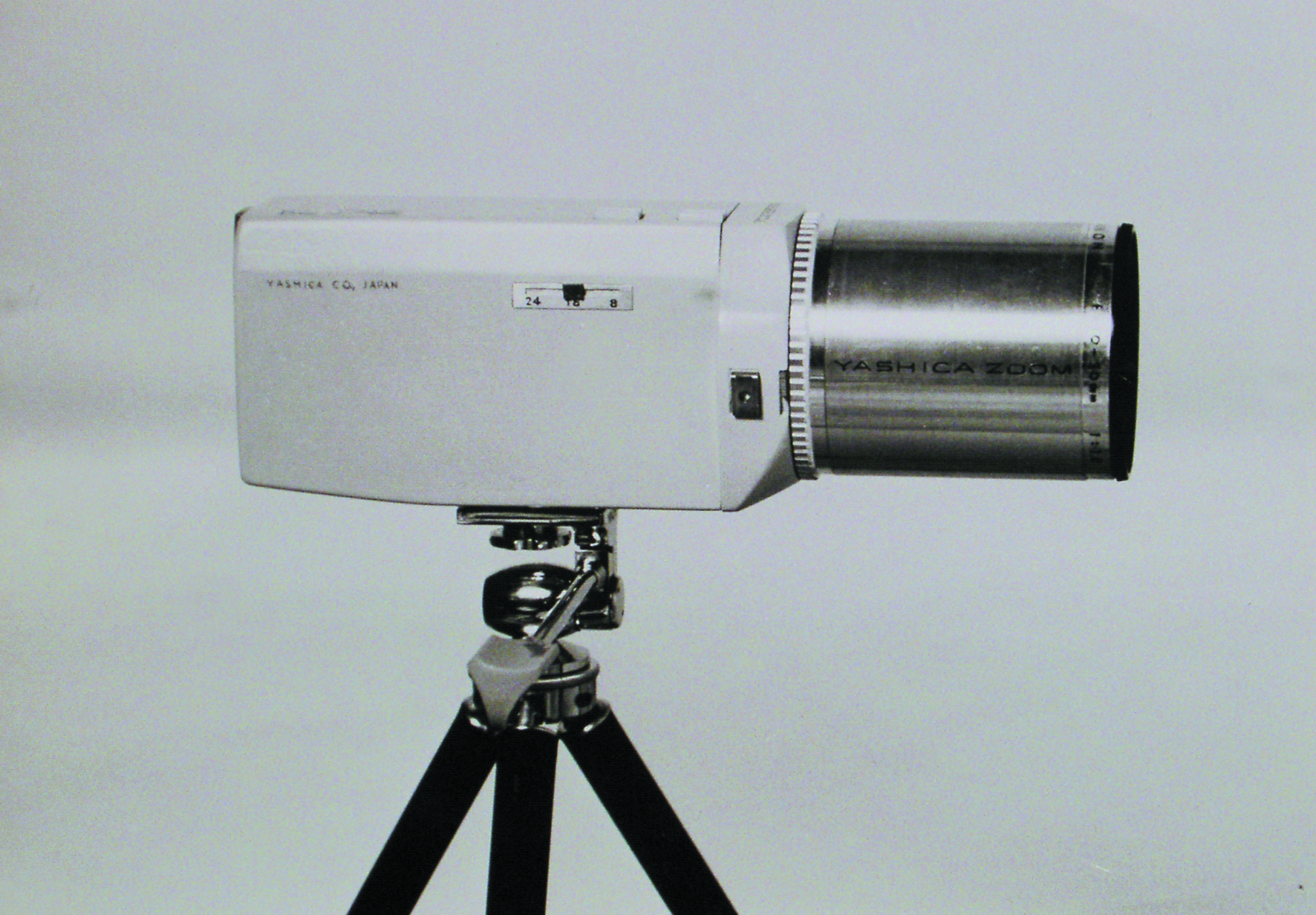
Cinepresa con Zoom 8mm, Concorso Mainichi Industrial Design, Yashica, 1960

Il padre muore nel 1945: tratto di continuità ideale con l'esperienza paterna rimane però il grande amore per il disegno. La limpida capacità di rappresentare e visualizzare le cose, sarà infatti un elemento costante nel percorso di Hasuike, fino a diventare strumento indispensabile del suo progettare. Terminato il liceo, nel 1958, il giovane Hasuike decide di iscriversi alla facoltà di Progettazione e programmazione della "Geidai" Tokyo University of Arts, università statale di ispirazione bauhausiana che alla tecnocrazia imperante in Giappone contrappone un felice connubio tra arte, architettura e design. L’anno successivo scopre il disegno industriale. L'impatto con una disciplina che pretende di coniugare etica ed estetica lo entusiasma, mentre l’idea del designer come professionista-artista al servizio della società lo affascina.
Nonostante la richiesta di specialisti cresca, alla fine degli anni Cinquanta l'università non prevede ancora uno specifico corso di disegno industriale e sono pochi i professori che si interessano alla disciplina. I riferimenti teorici sono quelli occidentali: da una parte si guarda agli Stati Uniti, all'interpretazione formalistica del design come stile; dall'altra il riferimento è all'Europa e all'esperienza del Bauhaus. Sarà il critico Matsaru Katsumie a introdurre in Giappone i testi fondamentali delle ricerche della Bauhaus e della scuola di Ulm,e su quei testi si formerà il giovane Hasuike. Sono gli anni dello stile Braun, una gute Form volta a rendere “meglio motivabile” il progetto mediante l'innesto del corpus razionale della disciplina di conoscenze scientifiche, con un approccio che privilegia deliberatamente la dimensione d'uso degli oggetti.
Nonostante i successi conseguiti, Hasuike non si accontenta della formazione universitaria e guarda al dibattito internazionale attraverso le riviste specializzate, tra cui Domus e Stileindustria. Queste letture - anzi la visione dei progetti e l’intuizione dei nomi dei designer - accendono l’interesse di Hasuike per il design italiano: in particolare l’esperienza Olivetti, che sembra realizzare un approccio al design in cui l’esigenza di un’immagine aziendale unitaria non nega la diversità dei contributi progettuali. L'esempio di Olivetti rafforza in Hasuike la convinzione che esista un'alternativa possibile alle esperienze di matrice tedesca, tutte ispirate alla ricerca dell'unità nell'unità e scelte a modello dalle aziende giapponesi. In un contesto in cui prevale la filosofia dell'impresa-comunità, che emargina l’individualità del singolo in nome di una dimensione collettiva della produzione e dei consumi, ci sono pochi spazi per affrontare la carriera da professionista free-lance cui aspirava Hasuike. Lavora per un anno come designer presso la Seiko, realizzando i progetti di una serie di orologi e contaminuti per i Giochi Olimpici di Tokyo del 1964.

### L'arrivo in Italia
Appena laureato, Hasuike parte per l'Italia. A marzo del 1964 a Milano inizia la sua esperienza professionale presso lo studio di Rodolfo Bonetto. Paradossalmente si tratta dello studio milanese che adotta nel modo più ortodosso gli assiomi ulmiani, proprio quelli che avevano spinto Hasuike a lasciare il Giappone.

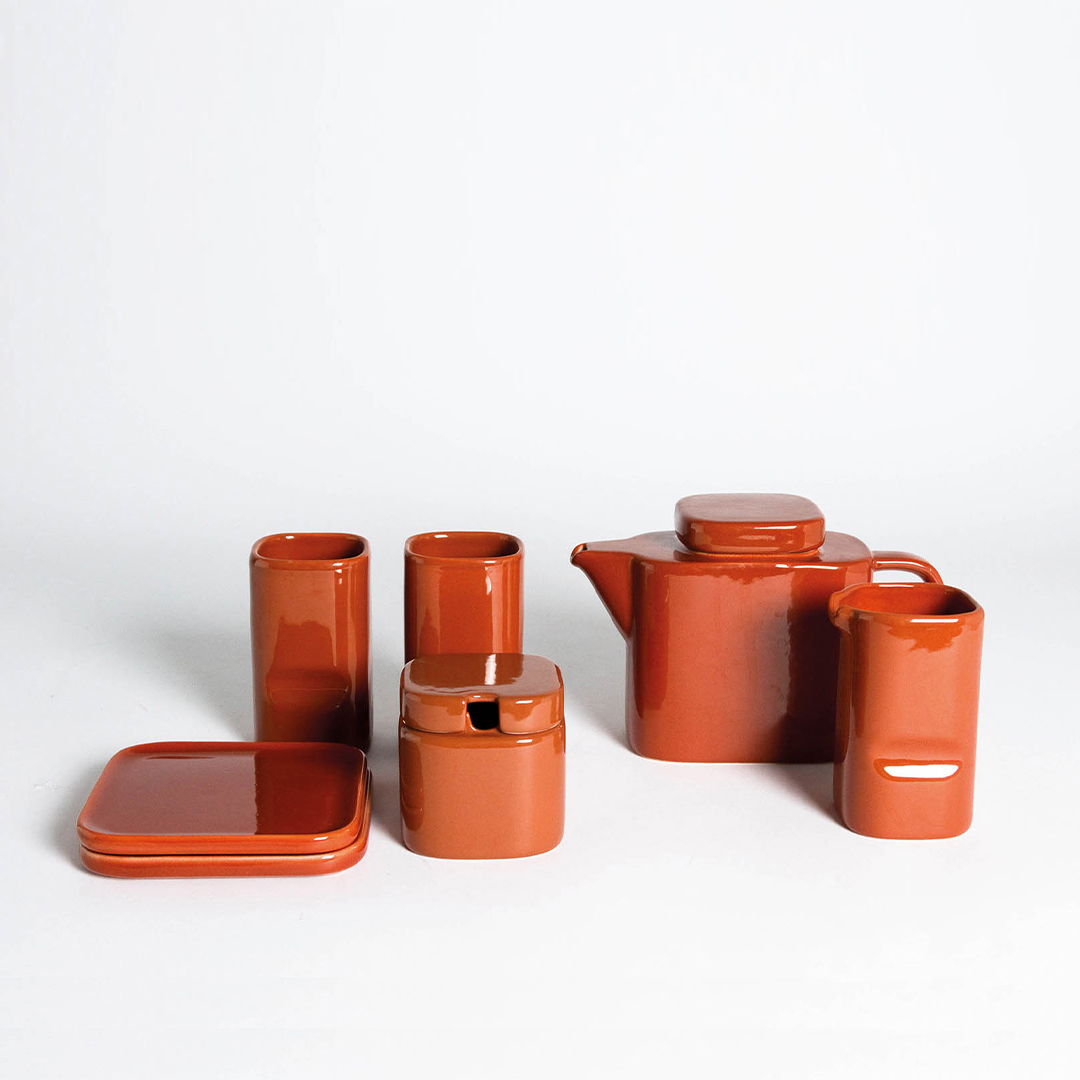
Sakura, Set da thè e da caffè - Pozzi Ceramiche, 1967

Nel 1967, dopo un breve ritorno in Giappone, Hasuike sceglie deliberatamente e definitivamente la sua "seconda ruota" della fortuna: l'Italia. Nella calda primavera dell'anno successivo, primo designer straniero, apre il proprio studio a Milano. La chiave d'accesso al sistema del design milanese sarà il prototipo di un servizio in ceramica da thè e caffè, Sakura. Tutto giocato intorno alla sottile ombra di contrasto disegnata dalle due anse che definiscono l'impugnatura della tazza, il progetto conserva però un estremo rigore nelle proporzioni, nella forma e nell'uso del colore. Questo primo tentativo riscuote successo e tanti consensi, tra i quali quello di Ettore Sottsass. Ma chi scommette sul giovane designer è il responsabile acquisti de La Rinascente, il dottor Lacanina, che presenta Hasuike ad alcune aziende del circuito di fornitori del grande magazzino milanese. Fra queste anche Gedy e Ariston, destinate a ricoprire un ruolo decisivo nella storia personale e professionale di Hasuike.

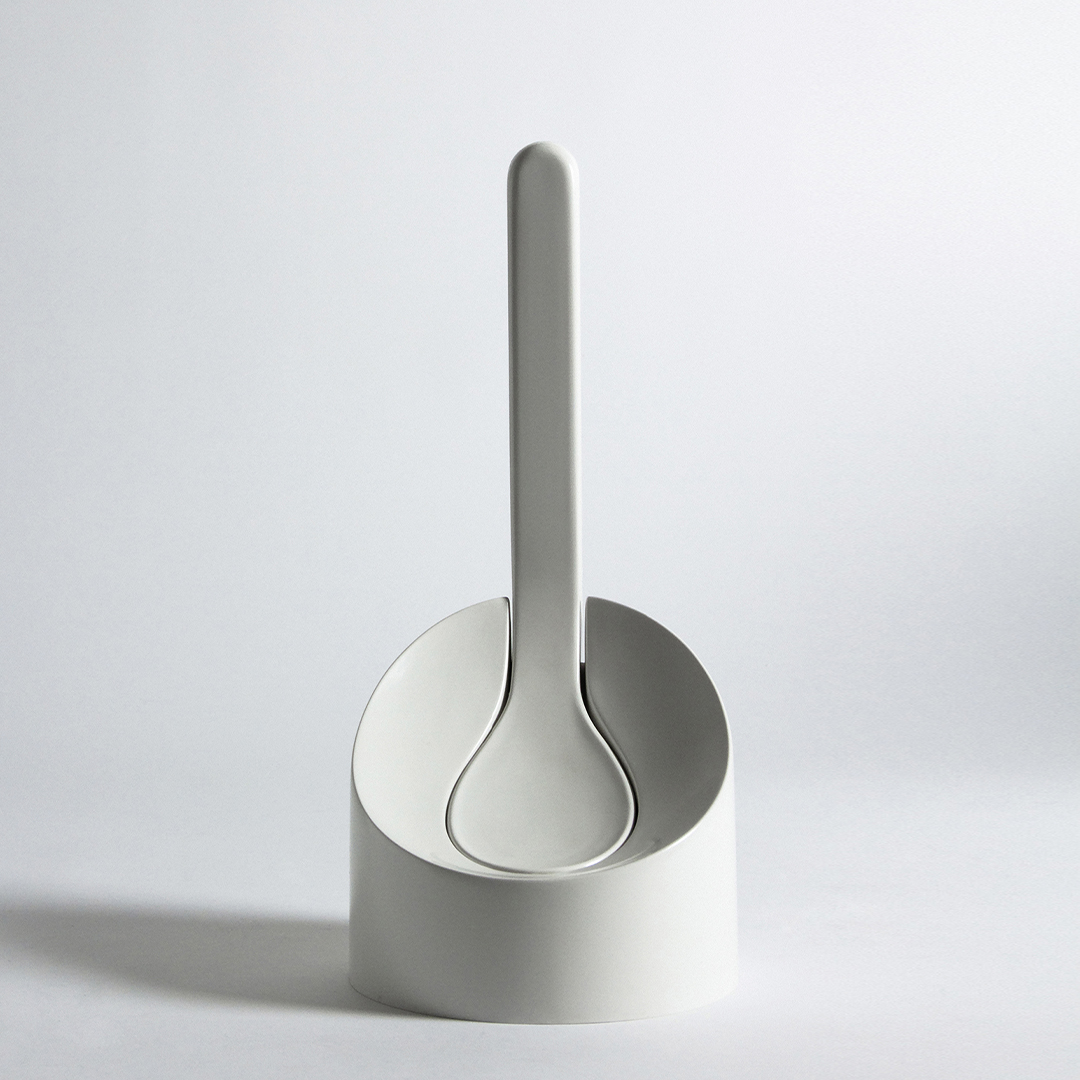
Cucciolo, portascopino - Gedy, 1974

A quel tempo Gedy fornisce La Rinascente di un piccolo barattolo personalizzato per il talco; il titolare, Gino de Luca, ha però deciso di investire sul marchio, e Hasuike, che si presenta al momento giusto, riceve l'incarico per lo sviluppo dei nuovi prodotti. Sulla spinta della nuova strategia di crescita vengono realizzati nuovi stampi, che su suggerimento del designer adottano la più aggiornata tecnologia dello stampaggio a iniezione ABS. È una svolta che consente di realizzare oggetti di migliore qualità, con forme più articolate ma a prezzi più bassi dei concorrenti.  In breve il marchio Gedy raggiunge un considerevole successo. Un prodotto, in particolare, si rivelerà campione di vendite: il portascopino Cucciolo. Progettato nel 1972 ed entrato a far parte della collezione permanente del MOMA di New York nel 1977. Hasuike disegna tutto il catalogo Gedy fino al 1979, quando il cosciente esaurimento di un filone di ricerca espressivo e materiale suggerisce di interrompere la collaborazione.

### Il rapporto con Merloni (Indesit Company): 1968-2016
(Vittorio Merloni)
Anche Vittorio Merloni, patron di Ariston, entra in contatto con Hasuike nel 1968. A differenza di quanto accadeva con i piccoli accessori disegnati per Gedy, in questo caso Hasuike deve confrontarsi con oggetti complessi, costosi da produrre e da acquistare. Inevitabilmente, di fronte alla necessità di raggiungere comunque grandi numeri, i margini di libertà si riducono e il segno del designer deve misurarsi soprattutto con gli elementi funzionali del progetto. Nonostante ciò non mancano vere e proprie invenzioni.

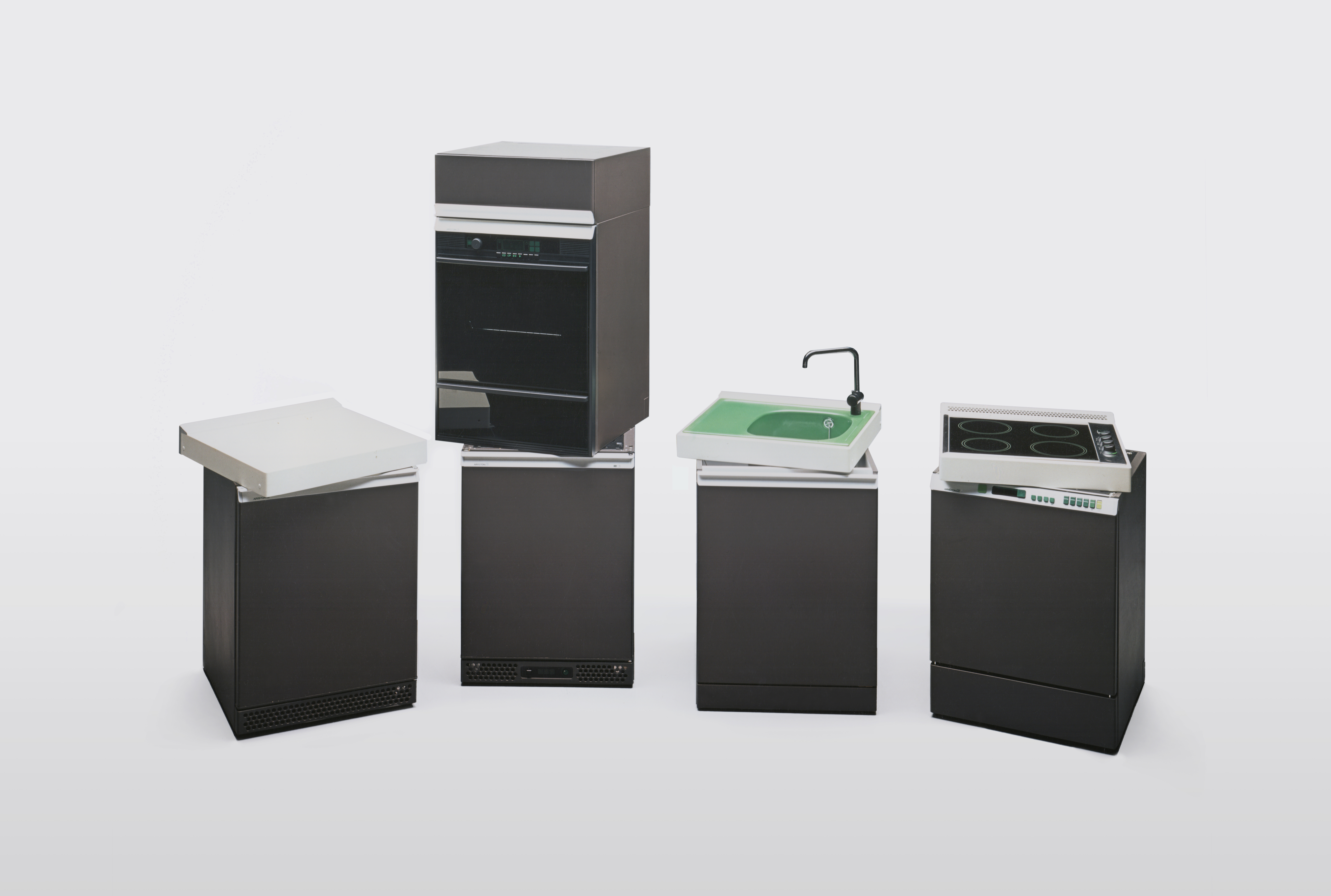
OSA, Sistema cucina ed elettrodomestici - Merloni Elettrodomestici, 1978

Makio Hasuike ha accompagnato la crescita e i cambiamenti di un grande gruppo come Ariston. I primi rapporti con l'azienda marchigiana avvengono in occasione delle ultime fasi di elaborazione di una ricerca volta ad accorpare i diversi elettrodomestici della cucina in un unico elemento e impostata a partire dal 1962 all'interno della Fondazione Aristide Merloni. Il lancio commerciale del sistema Unibloc (1968), semplice, funzionale, introduceva un'immagine nuova, a mezza via fra l'essenzialità del laboratorio e l'universo domestico, preconizzando finalmente la riunificazione fra tinello e cucinino. In realtà, il progetto era un poco più complesso e prevedeva l'integrazione elettrodomestici e contenitori sottopiano in varie composizioni di differente lunghezza, con una razionale integrazione fra arredi e attrezzature di servizio che superava la tradizionale gerarchia fra arredi e macchine. Hasuike però continua ad interrogarsi sulla possibilità di unificare i vari elementi del progetto cucina, superando altresì il nascente dualismo fra elementi d'accosto e da incasso.  Dopo tre anni di sviluppo, questo progetto fu presentato nel 1977 con la sigla OSA (Open System Ariston). Il progetto fu premiato con il Compasso d'Oro nel 1979, ma non ebbe il successo commerciale sperato. Tuttavia, l'esperienza accumulata nel progetto sarà dall'azienda riservato su due divisioni parallele, una per gli elettrodomestici da incasso e l'altra per quelli da accosto.

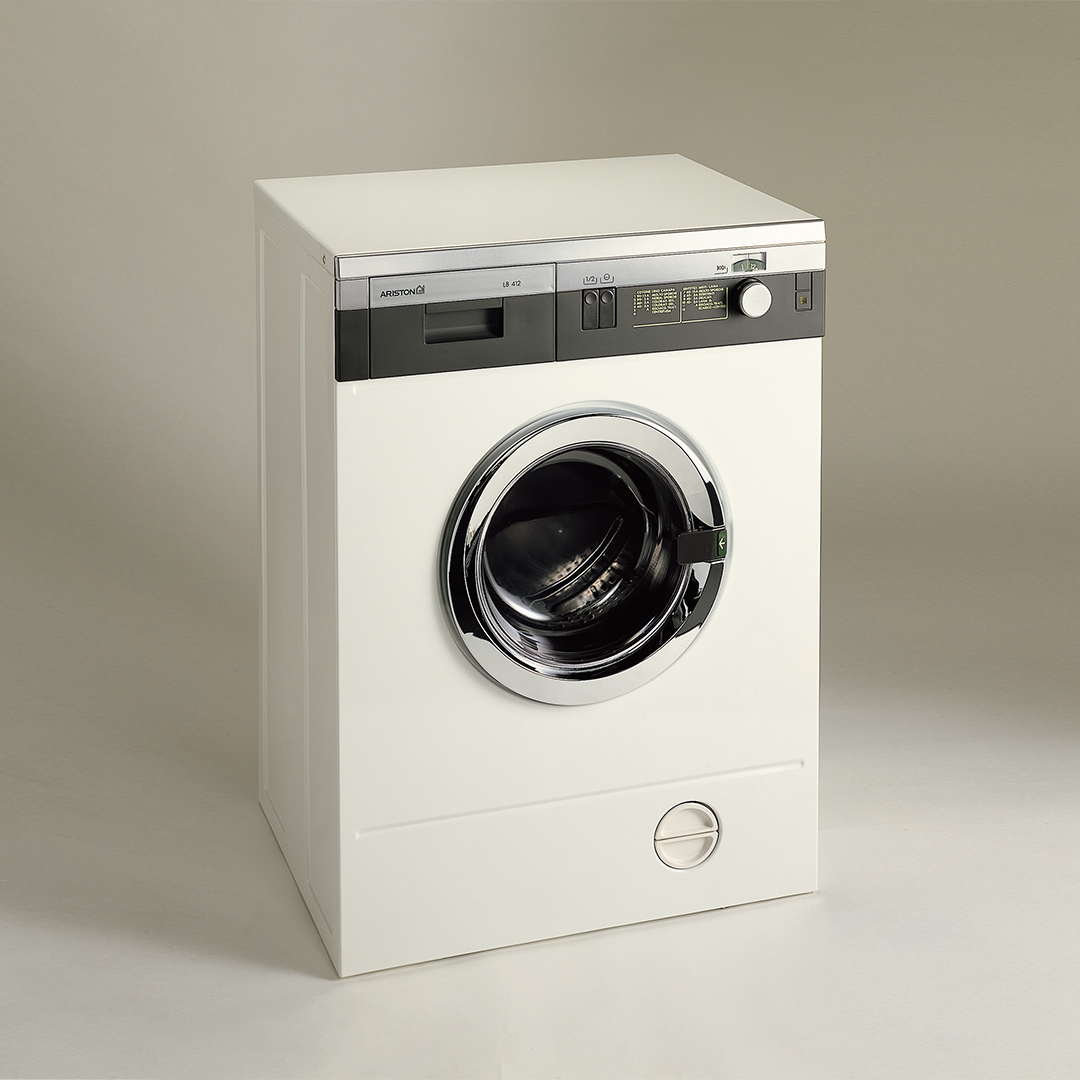
Margherita, lavatrice - Ariston, 1983

Hasuike lavora ai nuovi modelli di frigoriferi e, i nuovi entrati, i congelatori, intervenendo sia sul disegno degli scomparti interni che sulla struttura delle varie celle a differenti temperature, quasi a recuperare in una successione verticale di ante e cassetti estraibili la tipologia del secretair settecentesco. Nulla sembra però poter intaccare l'uniformità degli elettrodomestici. Nell'affrontare il problema dell'omologazione degli apparecchi, Hasuike interviene con estrema delicatezza, senza eccessi e senza lasciarsi tentare dalle facili sirene del postmoderno. Il progetto della lavatrice Margherita del 1983 è un esempio tangibile divenuto archetipo e consolidato.
Nel 1987 Ariston assorbe il marchio Indesit, nome storico dell'industria italiana da tempo in difficoltà e che invece poi darà il nuovo nome Indesit Company alla società; due anni più tardi tocca al marchio francese Scholtès, preludio a una significativa espansione sui mercati esteri che si concretizzerà con le acquisizioni del marchio russo Stinol nel 2000 e dell'inglese Hotpoint nel 2002.
Nel 2005 viene presentata la nuova gamma Aqualtis una linea di lavabiancheria e lavasciuga a marchio Hotpoint Ariston. Il design è rivoluzionario per il settore e Aqualtis porta una forte innovazione nel mercato. Il progetto abbina una tecnologia estremamente avanzata ad un’estrema facilità e comodità d’uso attraverso un’estetica pulita. L’esclusivo profilo della porta, estremamente curato nei materiali, finiture e dettagli, ha l’apertura “a libro” e integra il display interattivo a LCD dei comandi così come il dispenser portadetersivo. Per un comfort maggiore il cestello è di diametro superiore allo standard e con un’inclinazione verso l’alto di 5°. Grazie al design l’accessibilità e la visibilità dell’interno del cestello sono notevolmente migliorate.
Dai primi passi del laboratorio di ricerca (1990) alla commercializzazione di elettrodomestici digitali dovranno passare sei anni, costellati da molti studi, viaggi di aggiornamento negli Stati Uniti, svariati tentativi e numerosi brevetti.
La relazione con l’azienda marchigiana continua fino al 2016, con progetti che spazieranno dagli elettrodomestici, alle cucine componibili, alle caldaie, ai boiler e alle vasche idromassaggio.
È membro del Comitato Fondatore del Master di Design Strategico del Politecnico di Milano e ha insegnato presso la Facoltà di Disegno Industriale del Politecnico di Milano, Domus Academy e Istituto Raffles Milano.
Nel 2016 gli viene riconosciuto il Premio Compasso d'Oro alla Carriera, una delle più grandi onorificenze del settore.

## Makio Hasuike & Co.
Nel 1968, Hasuike fonda a Milano la Makio Hasuike & Co. Uno dei primi studi di industrial design in Italia attivo in diversi campi e settori della progettazione, quali il disegno industriale, l'architettura, gli allestimenti, la direzione artistica e il branding. In oltre 50 anni di attività ha sviluppato numerosi progetti per aziende italiane e internazionali in vari campi contribuendo al loro successo attraverso soluzioni di design innovative per aspetto e contenuti.
Dal 1999, dopo alcuni anni di esperienza a Londra e a Tokyo, si affianca allo studio sua figlia Naomi. Architetto di formazione, attiva nel design di prodotto, branding e direzione artistica - si basa su una visione allargata del contributo progettuale incarnando l’idea di service design e strategic design.
Numerosi sono i progetti di Makio Hasuike & Co. che hanno ottenuto prestigiosi premi e riconoscimenti quali il Compasso d’Oro, il Red Dot Design Award, IF Design Award, Design Plus. Alcuni dei prodotti progettati sono inoltre entrati a far parte delle collezioni permanenti di importanti musei, fra cui il MoMA di New York, il Museo del Design della Triennale di Milano e l'ADI Design Museum.

## MH Way

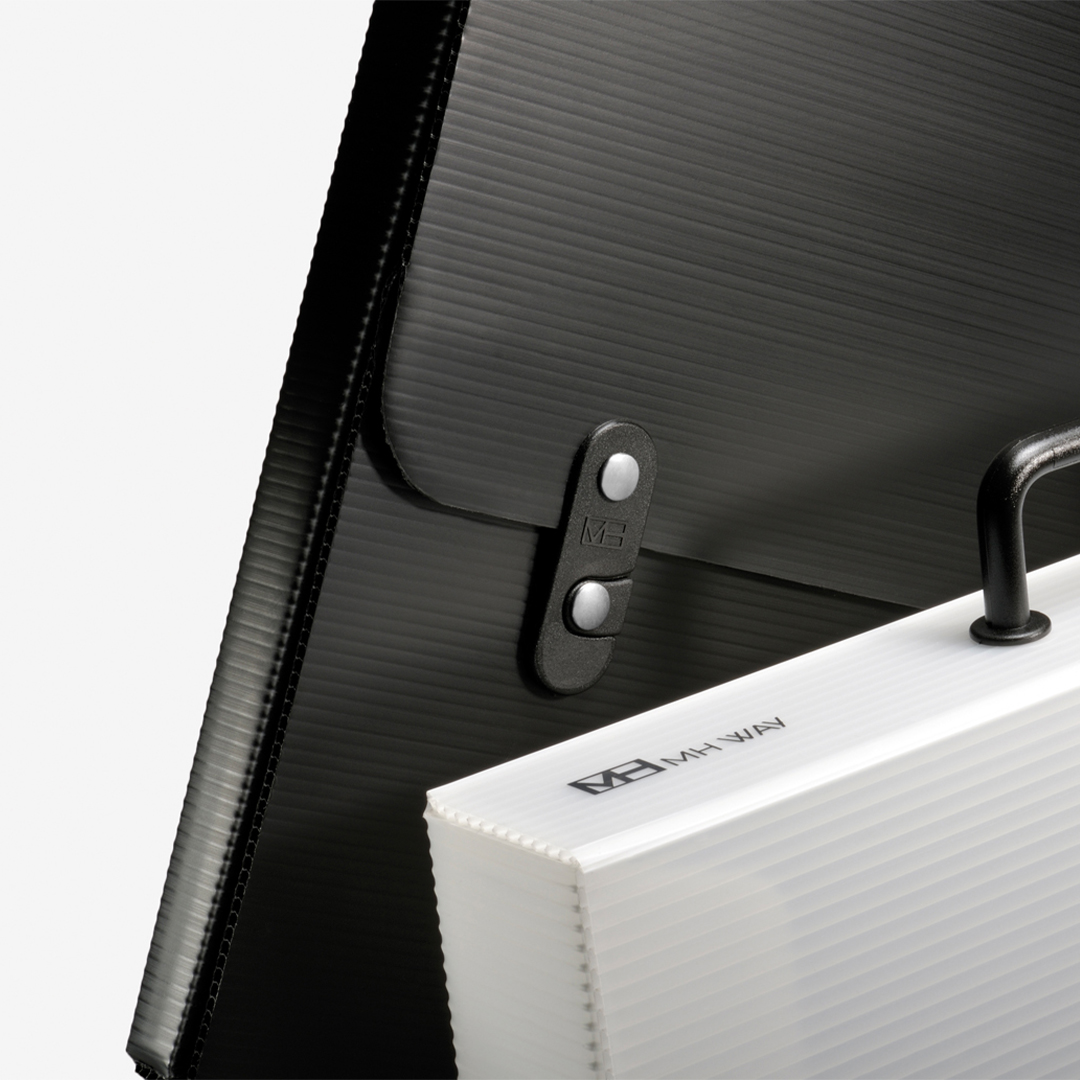
Piuma, cartella portadisegni - MH Way, 1983

Il brand MH Way viene creato nel 1982 da Makio Hasuike come “laboratorio di design” nel quale sperimentare un approccio progettuale libero da preconcetti e come occasione per seguire in prima persona l’oggetto, dalla sua ideazione, alla produzione e distribuzione. Il marchio nasce e si sviluppa, ottenendo subito grandi consensi, con la messa sul mercato di Croma, cartelletta in cartone plastificato che propone un’alternativa alla cartella portadocumenti. L’evoluzione del concetto arriverà alla creazione di Piuma, il primo oggetto cult di MH Way. Il successo degli esordi consente di estendere la progettazione a un’ampia gamma di articoli, dai prodotti per la grafica a nuove tipologie di borse per il lavoro e il tempo libero, secondo lo spirito e le necessità contemporanee di mobilità e portabilità degli oggetti.
MH Way nasce rivolgendosi a un pubblico trasversale alle classi e ai generi, proponendo oggetti funzionali, robusti e versatili: prodotti che rispondono in modo semplice ed economico a necessità specifiche (trasportare disegni e documenti) di studenti universitari, giovani professionisti e individui anticonformisti e culturalmente vivaci. A partire dagli anni '80, la filosofia e i prodotti MH Way si diffondono in modo quasi virale nelle cartolerie delle maggiori città italiane: gli oggetti simili a gadget degli esordi (si pensi alla consistenza di Piuma o al meccanismo telescopico di Zoom) verranno affiancati, nel tempo, da nuove tipologie per il divertimento, lo studio e il lavoro. Queste ultime, vedranno MH Way esercitare un ruolo di pioniere nell'uso del tessuto tecnico (poliestere) per le borse e le cartelle: tra le serie di maggior successo Brava (1987), Sagoma (1991), Dinamica (1991), Arabica (1996). La gamma si completerà con la produzione e la commercializzazione di zaini, porta-agende, portachiavi, portafogli, penne e accessori da scrivania, tra cui la serie Desk (1988-1992), nata modellando la creta senza un disegno tecnico predefinito e affidandosi all'espressività – grezza e imprecisa – dell'alluminio fuso. L'esperienza MH Way sembra reinterpretare in modo critico e distaccato alcuni aspetti della cultura giapponese, come la cura per una maggiore libertà d'uso o l'esigenza di mobilità e portabilità degli oggetti. La versatilità di questi prodotti richiama la misurata efficacia del furoshiki, il tradizionale fazzoletto giapponese che si avvolgeva attorno agli oggetti costituendo uno strumento di trasporto semplice ma anche funzionale.
Dal 2017 MH Way è controllata da Gut Edizioni spa, società che nel 2015 ha acquistato Nava Design srl.

## Riconoscimenti
- Compasso d’Oro alla Carriera, 2016[13]

## Design Industriale
Alcuni prodotti che rappresentano le pietre miliari per la sua vita:
- Orologio per le Olimpiadi Tokyo, Seiko - 1963
- Servizio da thè e caffè Sakura, Ceramiche Franco Pozzi - 1967
- Cucciolo, Gedy - 1974
- OSA System, Merloni Elettrodomestici - 1977
- Babygaggia, macchina per il caffè, Gaggia, 1977

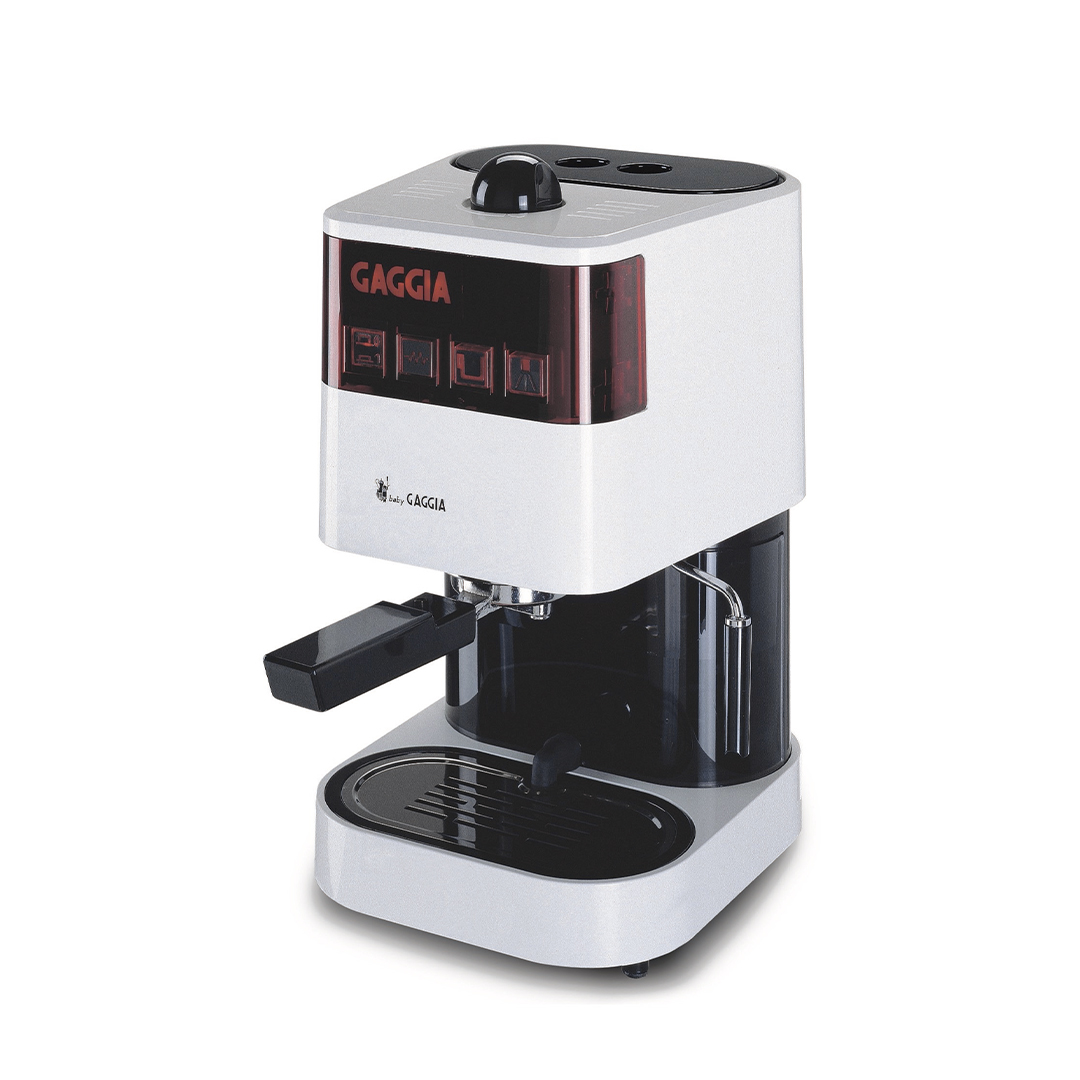
Babygaggia, macchina per caffè - Gaggia, 1977

- Bags, Collezione di borse, Fila - 1979
- Canados 65, Yatch, Canados -1981
- Piuma, cartellina portadisegni, MH Way, 1983
- Margherita, Lavabiancheria, Merloni Elettrodomestici, 1983
- Impronta, zaino rigido, MH Way, 1985

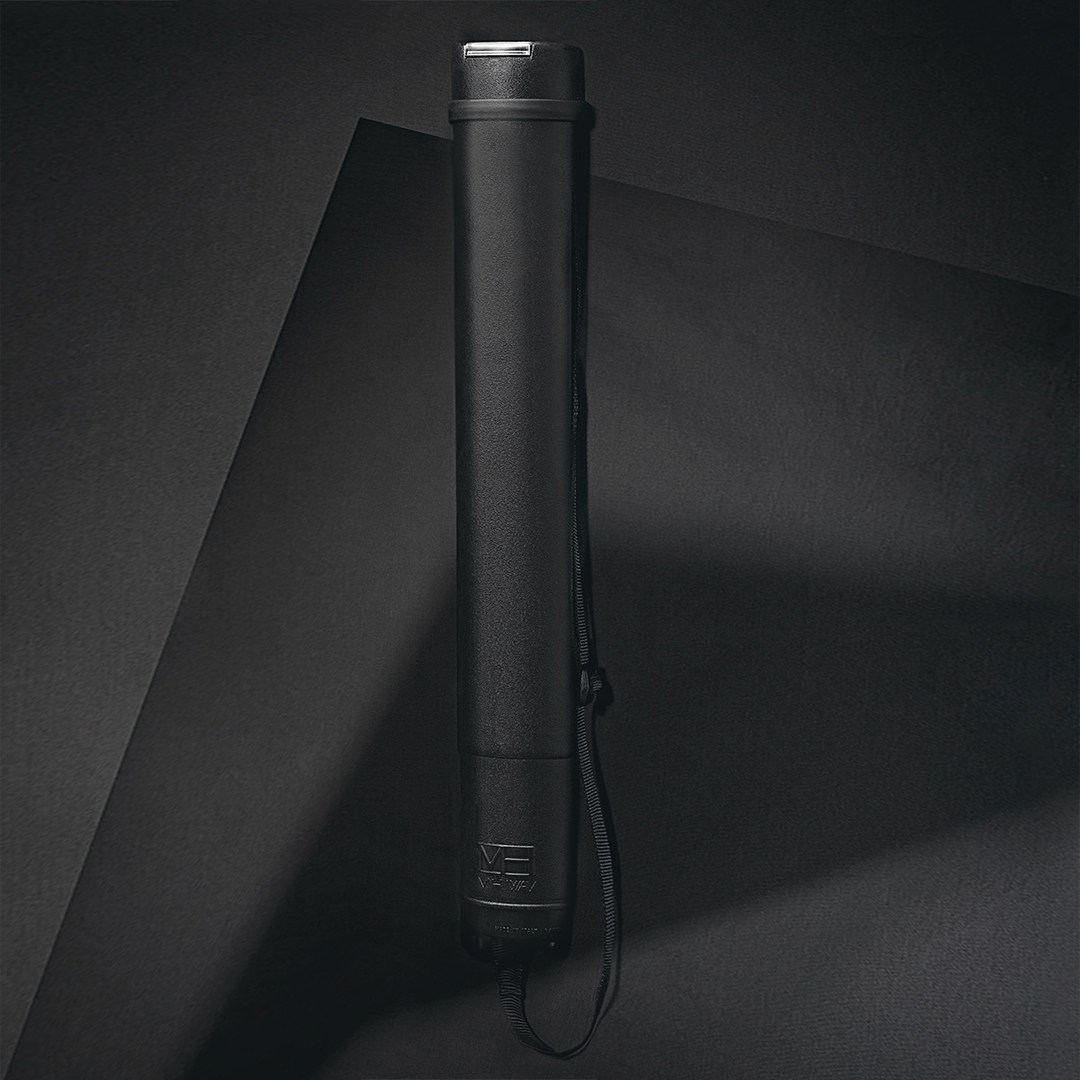
Zoom, tubo portadisegni - MH Way, 1986

- Zoom, tubo portadisegni, MH Way. 1986
- Desk, set di oggetti da scrivania, MH Way, 1988
- Top Star System, set di pentole, WMF, 1991
- Grand Gourmet, set di coltelli da cucina, WMF, 1994

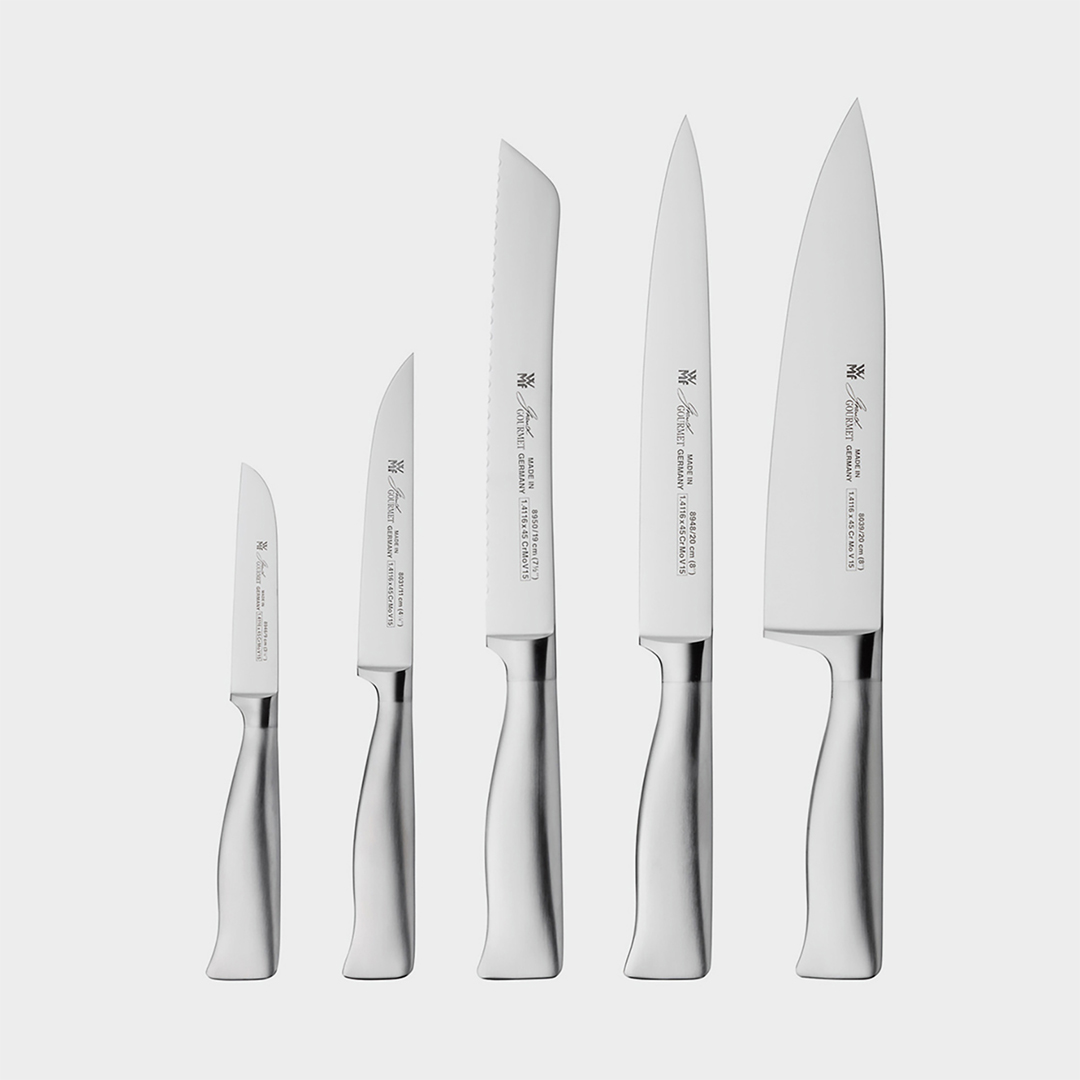
Grand Gourmet, set di coltelli da cucina - WMF, 1994

- Tonda, bancone gelateria rotante, IFI, 2005
- S3 Lines, Scholtès, Indesit Company, 2009
- Aqualtis, Lavabiancheria, Indesit Company, 2010

- KDI, Motore Kohler Engines, 2011

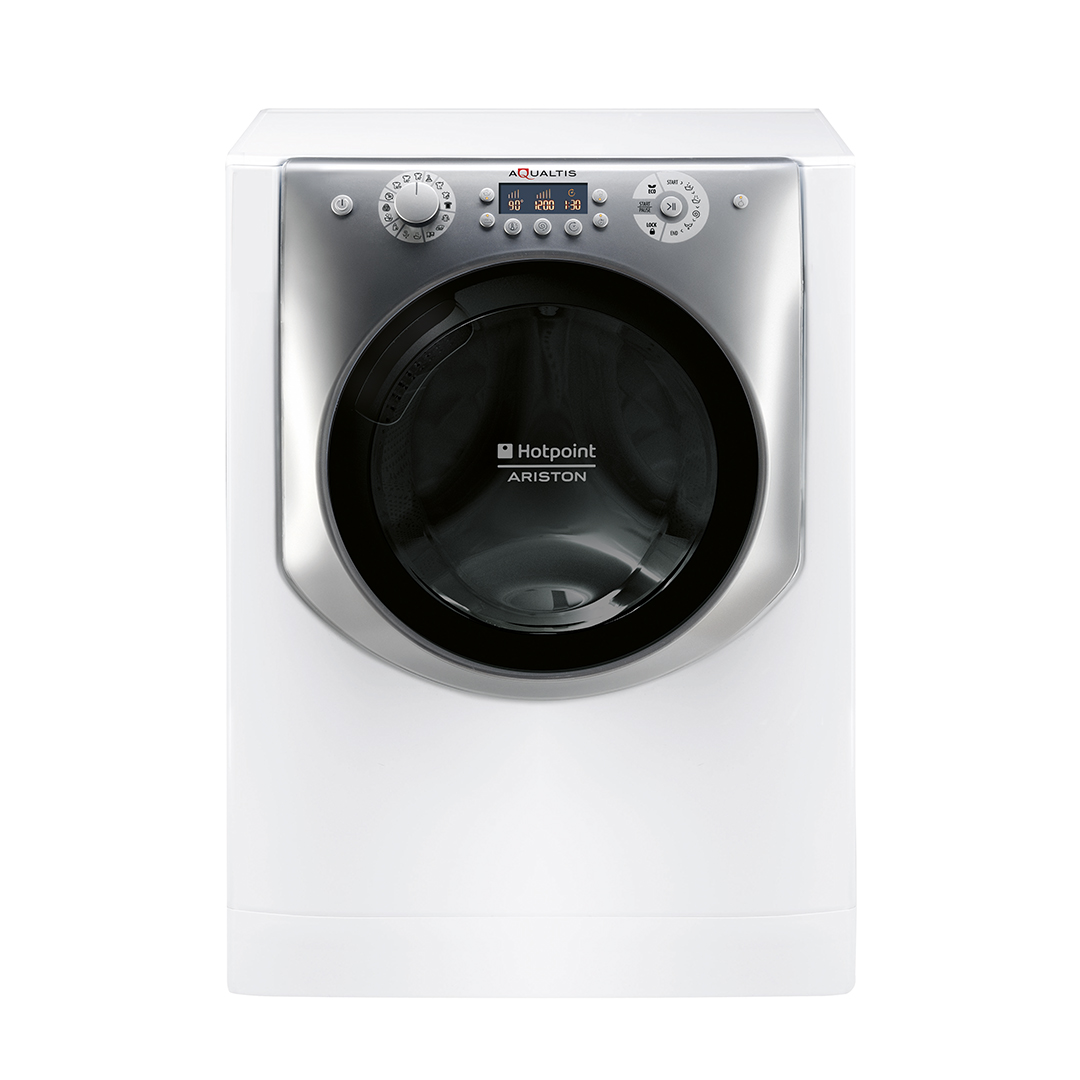
Aqualtis, Lavabiancheria - Indesit Company, 2010

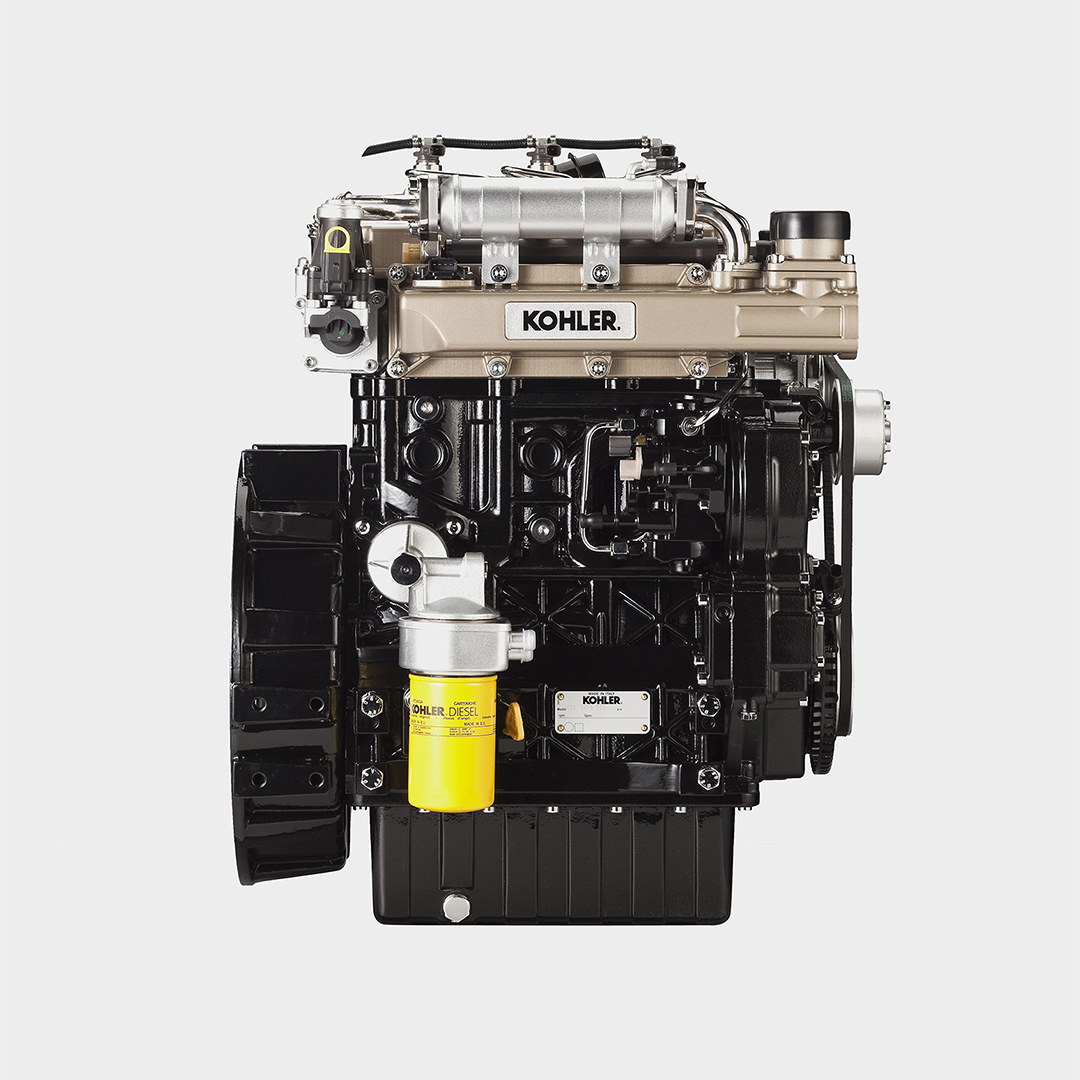
KDI - Kohler Engines, 2011

- Hydra, corpo illuminante per esterno, Neri, 2012
- Cuoci-pappa, Chicco, 2013
- HD Lines, serie di piccoli elettrodomestici, Hotpoint Ariston, Indesit Company, 2013

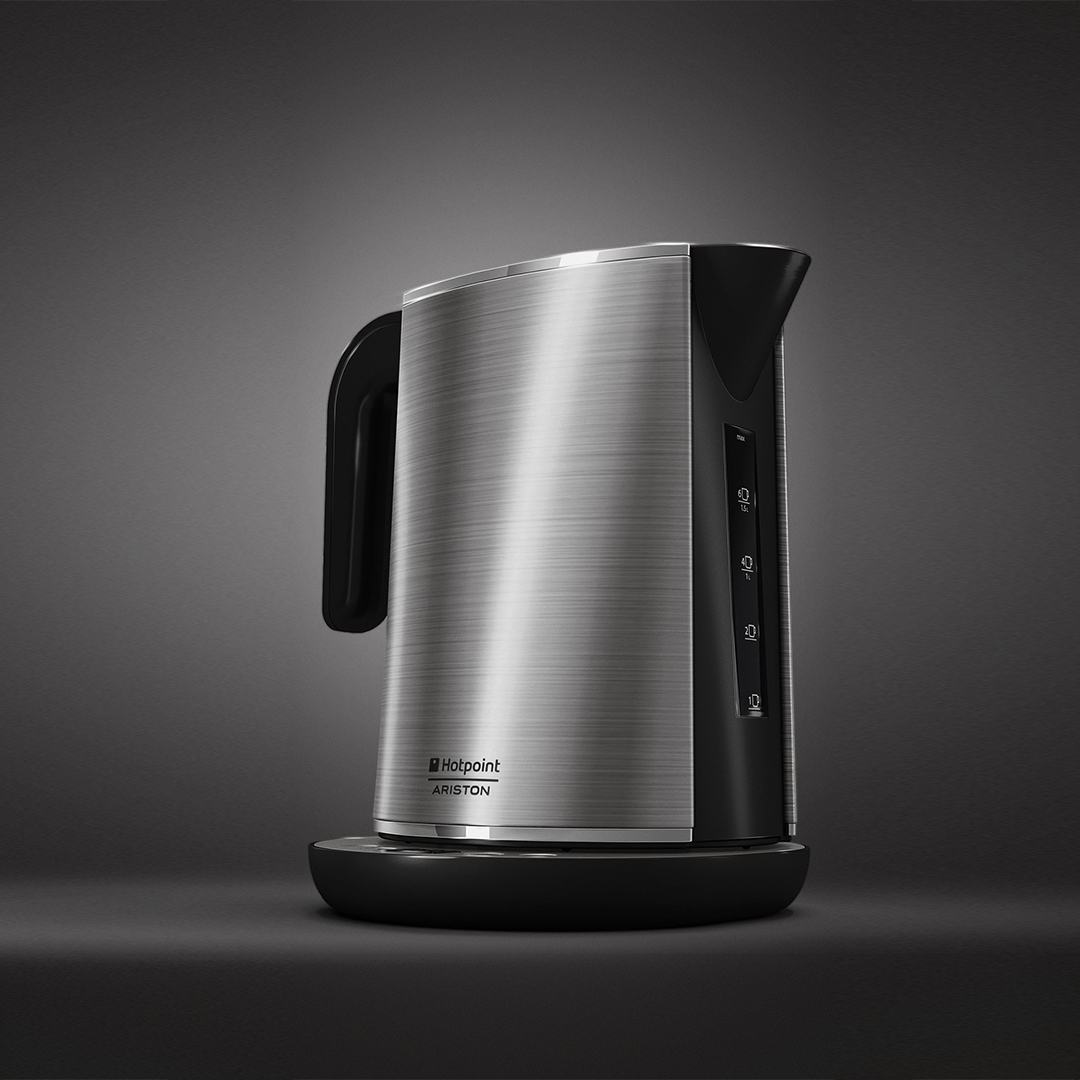
Digital Kettle - Hotpoint Ariston, Indesit Company, 2013

- Lambro Gino e Lambro Gio, e-Cargo Bike, Repower Italia, 2018

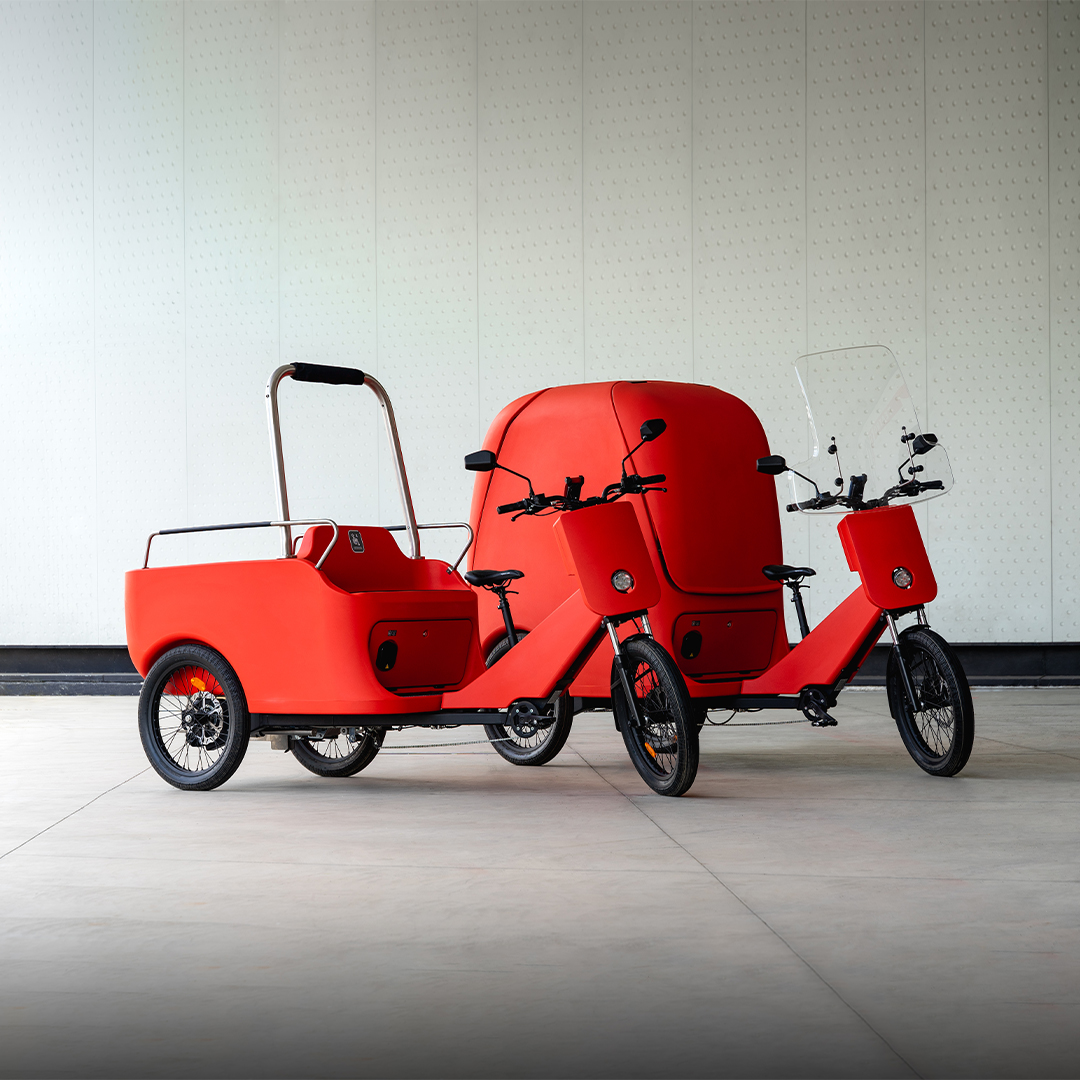
Lambro Gino e Lambro Gio, e-Cargo Bike - Repower Italia, 2018

- Giotto, WallBox, Repower Italia - 2021

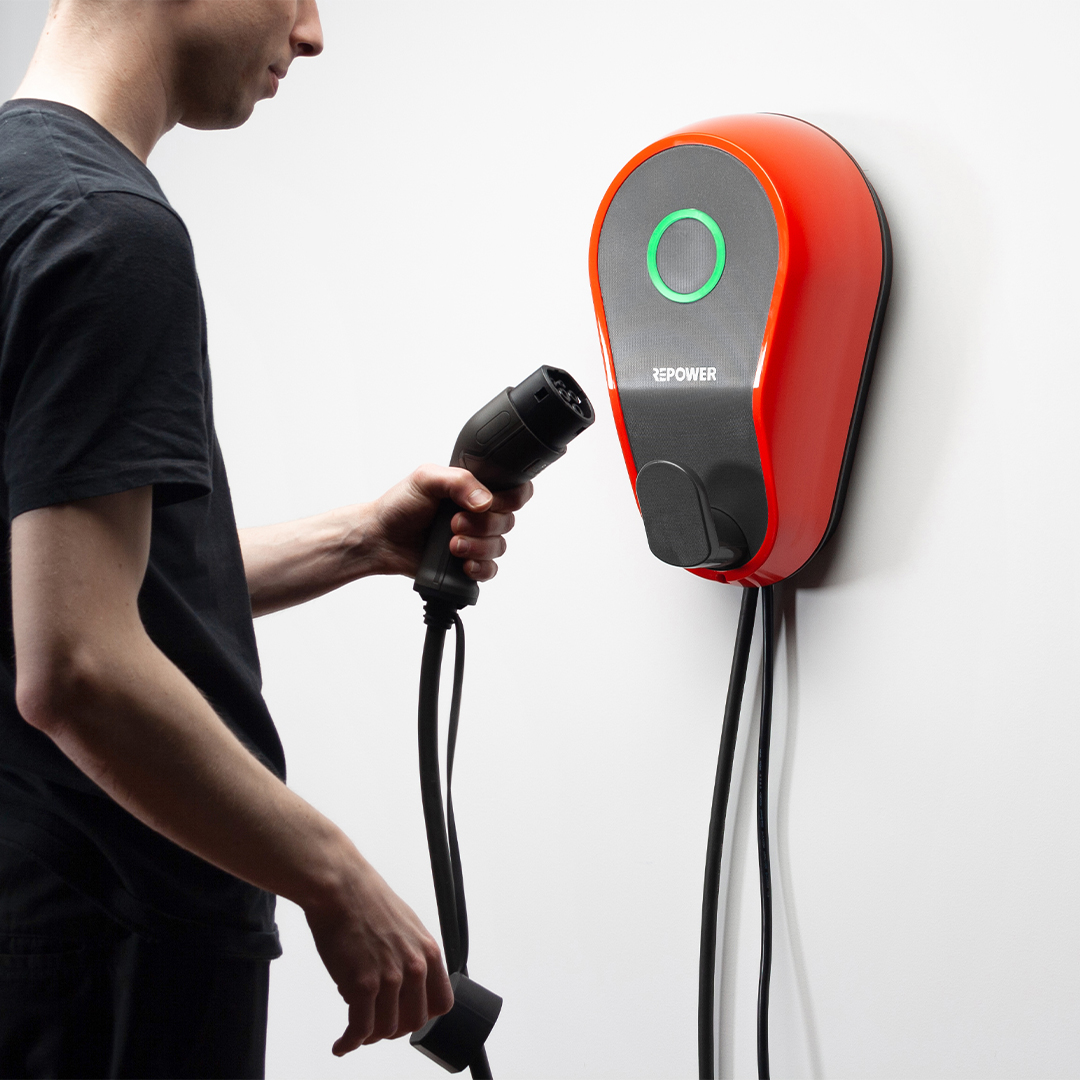
Giotto, WallBox - Repower Italia, 2021

## Collezioni
Permanenti
Museum of Modern Art, New York: portascopino “Cucciolo”
Museo del Design, Triennale di Milano: Portascopino “Cucciolo”; Zaini “Impronta” (sezione “100 oggetti del Design Italiano); Elettrodomestici “OSA”; Cartellette portadocumenti “Piuma”; Scaldacqua “Prisma”; Sistema di archiviazione “Zoom-System”;
Industrieform Museum, Essen: Caraffa termica “Gala”
Galleria Civica d'Arte Contemporanea, Arezzo: Linea Gioielli “CD”
Collezione Farnesina Design Ministero degli Esteri Roma, (itinerante) Vetrina Gelateria “Tonda”

## Premi
Premio Compasso d'Oro:
- Compasso d'Oro alla carriera – 2016

Good Design Award, Chicago Athenaeum:
- Arte, posate, Auerhahn – 2001
- Frigorifero “Quadrio”, Indesit Company – 2009
- Cappa “Gioiello Scholtès”, Indesit Company – 2010
- Forno “Big capacity Scholtès”, Indesit Company - 2010

Premio Reddot Design Award, Product Design:
- “Zeno”, accessori per la tavola, WMF Ag – 2001
- Piano cottura “Luce”, Indesit Company – 2012
- Forno “Luce”, Indesit Company - 2012

Menzioni d'onore, Compasso d'Oro:
- “Elettrodomestici OSA”, Merloni Elettrodomestici - 1979
- Portascopino “Cucciolo”, Gedy - 1979
- “Frau”, Valigetta 24 ore, Poltrona Frau – 1981
- Elementi cucina "Design D1", Merloni Casa – 1981
- Struttura interparete "Glasspanel", Venini – 1984
- “Impronta”, zainetto, Mh Way  - 1987
- “Giancaldo”, scaldacqua, Merloni Termosanitari – 1987
- “Delsopack”, raccoglitore tabulati, Esselte – 1987
- “Brava”, borse portablocchi/disegni, Mh Way – 1989
- “Zoom System”, Sistema archiviazione disegni, Mh Way – 1989
- Computer polifunzionale ad uso domestico, Consorzio Arision-Fatme – 1989
- “Cartella”, contenitore dischetti, Exponent Italia – 1989
- Borse "Sagoma", Mh Way - 1991
- Frigorifero "Transformer", Merloni Elettrodomestici - 1991
- Centralino per casa "53T08R/G", Ave spa - 1991
- “Prossima”. borse, Mh Way – 1994
- “Soft”, borse, Mh Way – 1994
- “Bi-Bag”, borse per bicicletta, Evolve srl – 1994
- “Grand Gourmet”, Coltelli per cucina, WMF Ag,  – 1994
- Posate "N. 1", 21 Welcome Home, Germania -1998
- “Impronta”, valigette portacomputer, Mh Way – 1998

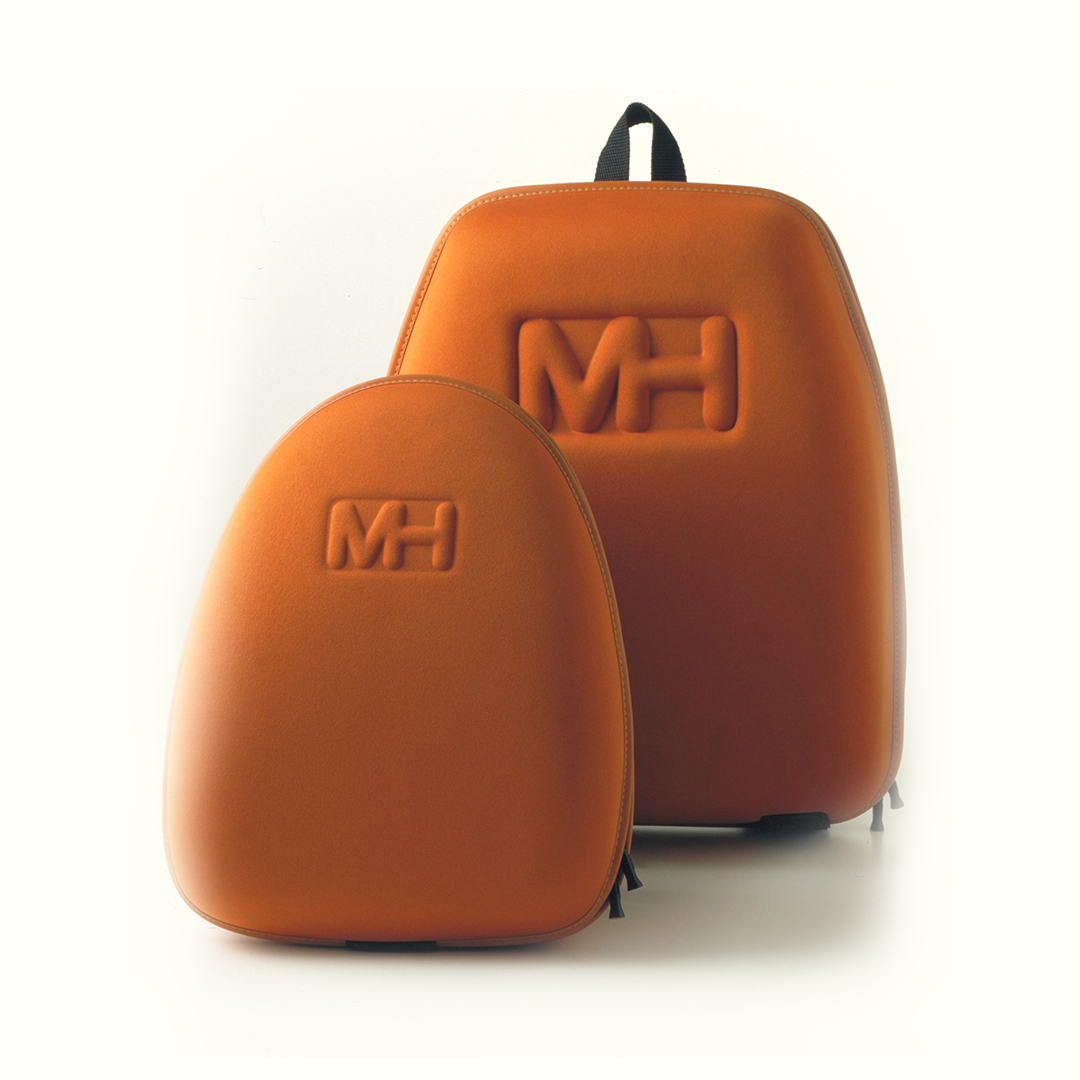
Impronta, zaino rigido - MH Way, 1985

- Impronta, zaino rigido - MH Way, 1985“Arabica”, cartellina portadocumenti, Mh Way – 1998
- “Vespa”, borse e zaini, Mh Way - 1998
- “Nirvana”, lavabo, Pozzi-Ginori – 2000
- “Metra”, tavolo, Gruppo Secco Sistemi S.p.a.- 2000
- “Zip”, cartella, MH Way – 2008
- “Tonda”, Vetrina Gelateria, IFI S.p.A – 2008
- Piano cottura Planar S3 ”Scholtès”, Indesit Company - 2011
- “Urban”, Linea di borse, Mh Way - 2011
- Macchina per gelato soft “Evd”, Carpigiani Group Ali S.p.A.- 2013
- Corpo illuminante per esterno “Alya”, Neri S.p.A.- 2013
- Corpo illuminante per esterno ”Hydra”, Neri S.p.A.- 2013
- Corpo illuminante per esterno, ”Archilede Special”, Neri S.p.A.- 2014
- Multifunctional hand blender, Indesit Company – 2014

Altri premi:
- 1º Premio _ Mainichi Industrial Design/Yashika, Cinecamera Zoom 8mm, Tokyo - 1960
- 1º Premio _ International Symbol Design Competition, Logo per l'Unione dei Parlamenti, Ginevra - 1961
- 2º Premio _ Concorso Internazionale della Lampada, Sistema di illuminazione, Barcellona - 1965
- Premio Macef _ Servizio da thè e caffè Sakura, Ceramiche Franco Pozzi - 1968
- 1º Premio _ V Biennale d’arte della ceramica, Servizio da thé & caffè Sakura, Ceramiche Franco Pozzi - 1968
- Premio Macef _ Servizio da thè e caffè, Ceramiche Revelli - 1969
- Premio Tisch 80 _ Sevizio di piatti,Rosenthal, Hamburg, 1970
- Premio Macef _ Servizio da thè e caffè, Ceramiche Revelli - 1972
- Premio Casa Amica,  Ambiente cucina: monoblocco 1+1 - 1973
- Gold Medal, XV Triennale, Padiglione giapponese, Installazione d'Arte e allestimenti  - 1975
- 18ºPremio Smau Industrial Design _ Delso Pack , Delso – Esselte - 1985
- Green Good Design Award, Planar Gas Hob Scholtès, Indesit Company – 2011
- Green Good Design Award, Forno Luce FK 106 SL P20 Hotpoint-Ariston, Indesit Company - 2011
- Archiproducts Design Awards, “Serie SX”, Cristina Rubinetterie - 2018
- Special Mention _ German Design Awards, Grand Gourmet, WMF Ag, Germania - 2019
- Premio Eccellenze del Design Lombardo _ ADI Lombardia, Elettra, Riplast S.r.l. - 2019